# Тролза
„Тролза“ (ЗиУ) (съкр. от „Тролейбусен завод“), по-рано Завод „Урицкий“ (Завод имени Урицкого или ЗиУ) е руска машиностроителна компания, най-голямото в страната предприятие по производство на тролейбуси. Намира се в град Енгелс, Саратовска област.
Председател на съвета на директорите и управляващ директор на компанията е Павел Берлин.

## История
Заводът е основан през 1868 г. в село Радица, Брянски уезд, Орловска губерния и произвеждал вагони, параходи и др.п. От началото на Втората световна война в евакуиран в град Енгелс.
Опит в производството на тролейбуси – около 50 г. За това време фабриката е произвела около 65 хиляди тролейбуса. По данни компанията може да произвежда около 2,5 хиляди тролейбуса годишно.

## Дейност
Обемът на производството на предприятието през 2005 г. съставлява 880 млн. руб. 
През периода от 1868 – 2008 г. заводът е произвел над 1 600 000хил тролейбуса, като най-известният от тях е тролейбусът ЗИУ-9, който е произведен през 1971 г.

## Продукция
Предприятието „Тролза“ произвежда следните модели тролейбуси:
| Модел                                           | Снимка | Година на производство |
| ----------------------------------------------- | ------ | ---------------------- |
| Тролза-5264.05 Слобода                          |        | 1999 г.                |
| Тролза-6206 Мегаполис                           |        | от 2006 г.             |
| Тролза-5265 Мегаполис                           |        | от 2006 г.             |
| ЗиУ-682Г-016                                    |        | 1970 г.                |
| Тролза-5275.06 Оптима                           |        | 2003 г.                |
| Тролза-5275.03 Оптима                           |        | от 2003 г.             |
| Тролза-5275.07 Оптима                           |        | от 2003 г.             |
| ЗиУ-683                                         |        | от 1986 г.             |
| Тролза-5264.01 Столица                          |        | от 1999 г. до 2002     |
| Тролейбус Тролза 52501 „Електробус“             |        | 2011 г.                |
| Автобус Тролза 52501 „Електробус“ с акумулатори |        | 2011 г.                |

## Галерия
- Тролейбус ЗиУ 5
- ЗИУ 9
- ЗИУ 10
- Тролза-5265 Мегаполис
- Тролза-6206 Мегаполис
- Тролза-5275.06 Оптима
- Тролза-6206 Мегаполис в Санкт Петербург
- Тролза-5265 Мегаполис
- Електробус Тролза Мегаполис за Аржентина